# Ржанковые
Ржа́нковые (лат. Charadriidae) — семейство птиц из отряда ржанкообразных
(Charadriiformes). К нему относятся коротконогие ваттовые птицы малой и средней величины, живущие на мелководье. Для представителей семейства ржанковых характерен короткий, утолщённый на кончике клюв, которым они клюют пищу с земли. Наиболее крупные ржанковые относятся к подсемейству Vanellinae.

## Таксономия
Семейство Charadriidae было выделено (как Charadriadæ) английским зоологом Уильямом Элфордом Личем в каталоге по коллекциям Британского музея, опубликованном в 1820 году.  Большинство членов семейства известны как ржанки, чибисы или зуйки. Это были довольно расплывчатые термины, которые в прошлом не применялись с большой последовательностью. В целом, более крупные виды обычно называли чибисами, более мелкие виды ржанками и наконец, самых мелких — зуйками, и на самом деле есть две четкие таксономические подгруппы: большинство чибисов принадлежит к подсемейству Vanellinae, большинство ржанок и зуйков — Charadriinae.

## Распространение
Ржанковых можно хорошо наблюдать на ваттовых побережьях (Ваттовое море). Значительную роль  играет также расположенное у Корейского полуострова ваттовое море Семангеум. С площадью в 400 км² оно является вторым в мире ваттовым морем после Ваттового и служит тридцати видам ржанковых как ареал для гнездования и зимовки.
Ржанковые встречаются у берегов Нидерландов, Дании, Германии, а также у берегов Северного моря.

## Систематика
Семейство Ржанковые (Charadriidae) делится на два подсемейства: первое — Vanellinae с двумя родами Vanellus и Erythrogonys и второе — Charadriinae, которое включает все остальные роды.
Международный союз орнитологов относит к семейству 11 родов и 69 видов:
- Род Pluvialis — Ржанки
  - Pluvialis squatarola — Тулес
  - Pluvialis apricaria — Золотистая ржанка
  - Pluvialis fulva — Бурокрылая ржанка
  - Pluvialis dominica — Американская бурокрылая ржанка
- Род Oreopholus — Бурогорлые ржанки
  - Oreopholus ruficollis — Бурогорлая ржанка
- Род Zonibyx
  - Zonibyx modestus
- Род Phegornis — Диадемовые ржанки
  - Phegornis mitchellii — Диадемовая ржанка
- Род Eudromias
  - Eudromias morinellus — Хрустан
- Род Charadrius — Зуйки — 11 видов
- Род Hoploxypterus — Кайеннские ржанки
  - Hoploxypterus cayanus — Кайеннская ржанка
- Род Vanellus — Чибисы — 23 вида
- Род Erythrogonys — Черногрудые зуйки
  - Erythrogonys cinctus — Черногрудый зуёк
- Род Peltohyas
  - Peltohyas australis
- Род Anarhynchus — Кривоносые зуйки - 24 вида

## История
Ранее относили к подотряду кулики.